# Паршуков Віктор Федорович
Паршуков Віктор Федорович (нар. 1949) — голова Мелітопольського міськвиконкому (1990—1991), секретар Мелітопольського міськкому КПРС з питань промисловості, депутат Запорізької обласної ради, начальник Мелітопольського та Сімферопольського локомотивних депо.

## Біографія
Віктор Паршуков народився 1949 року. Має брата-близнюка. 1975 року він переїхав до Мелітополя. Наприкінці 1980-х Віктор Паршуков був секретарем Мелітопольського міськкому КПРС з питань промисловості, потім у 1990—1991 роках — головою Мелітопольського міськвиконкому. До 2003 року очолював Локомотивне депо Мелітополь.
Балотувався на посаду міського голови Мелітополя у 1998 році (програв Віктору Сичову) і 2002 році (зайняв 2-е місце, лише трохи поступившись Василю Єфименку). На виборах до Верховної Ради України в Мелітопольському одномандатному округу 8 грудня 2002 року посів 5-е місце, набравши 5,54 % голосів.
2003 року Віктор Паршуков був призначений директором Локомотивного депо Сімферополь і переїхав до Криму, де на той момент вже жили його батьки та брат. Після переїзду до Сімферополя він ще продовжував виконувати обов'язки депутата Запорізької облради та вести в Мелітополі приймання громадян.